# Yaniss Odua
 (février 2013).
Yaniss Odua, né en 1978, est un chanteur de reggae/dancehall français originaire de l'île de la Martinique.

## Biographie
Yaniss Odua commence à chanter à l'âge de 10 ans, par l'intermédiaire de son cousin, Daddy Harry, connu du milieu dancehall antillais. Grâce à lui, il a fréquenté très jeune les sounds systems martiniquais. À 13 ans, il sort son premier album Little Yaniss et a été présentateur de l'émission Ragga'zine sur RFO.
En 1998, il s'installe à Paris.
Par la suite, on le retrouve sur des compilations : Dancehall Party, Jungle Party, Redzone : Eclipse Total ou encore Ultimatum et fit aussi une apparition sur l'album de Lord Kossity.
En 2001, il sort un premier single La caraïbe qui préfigure son futur album sorti en 2002 Yon Pa Yon. Selon Libération, cet album est « le disque reggae français qui s'approche le plus de la tendance dancehall actuelle avec des titres tels que Long Time ou On Your Mark ». Cet album est nommé aux victoires de la musique en 2003.
En 2002, il chante sur le titre Y'en a marre issu de l'album Françafrique du chanteur Tiken Jah Fakoly puis joue en première partie du concert de Bounty Killer à l'Élysée-Montmartre.
En 2003, il apparaît sur l'album de Don Choa Vapeurs toxiques, album devenu très vite disque d'or. Il participe également à de nombreuses séries de One Riddim Albums et compilations francophones telles que The Genesis, Savage, Juice, Dancehall Preview, Dancehall Academy, Bomboclaat, Jah Kingdom Mix-Tapes.
En 2007, il cofonde le label Legalize Hits et sort un album intitulé High Tunes en collaboration avec Matinda et Straïka D.
En 2013, il sort son album Moment Idéal, qu'il a préparé pendant plus de quatre ans. Le single principal est Rouge Jaune Vert, chanson où il exprime sa vision du mouvement rastafari.
En 2017, sort son nouvel album intitulé Nouvelle Donne où figure le titre Refugee, où il explique de manière poignante l'histoire des réfugiés, le pourquoi et le comment, les guerres et les drames qui sévissent expliquant leur décision.
En 2020, la sortie de son nouvel album Stay High, initialement prévue en septembre est repoussée à 2021 en raison du coronavirus et finalement sort en 2022.